# Teun de Nooijer
Teun Floris de Nooijer (ur. 22 marca 1976 w Egmond-Binnen) – holenderski hokeista na trawie. Trzykrotny medalista olimpijski.
Występuje w pomocy. W reprezentacji Holandii debiutował w 1994. Brał udział w czterech igrzyskach (IO 96, IO 00, IO 04, IO 08), trzy razy zdobywał medale: złoto 1996 i 2000 oraz srebro w 2004. Z kadrą brał udział m.in. w mistrzostwach świata w 1994 (srebro), 1998 (tytuł mistrzowski), 2002 (brąz) oraz kilku turniejach Champions Trophy i mistrzostw Europy. Łącznie rozegrał ponad 400 spotkań w reprezentacji i zdobył 200 bramek. Trzykrotnie był wybierany zawodnikiem roku na świecie (2003, 2005 i 2006). W kraju grał w Alkmaar i HC Bloemendaal. Przez kilka miesięcy był zawodnikiem niemieckiego Harvestehuder THC.
Jego żona, niemiecka hokeistka Philippa Suxdorf, także była olimpijką (IO 96). Mają trzy córki.